# Drosophila analis
Drosophila analis este o specie de muște din genul Drosophila, familia Drosophilidae, descrisă de Macquart în anul 1843.
Este endemică în Algeria. Conform Catalogue of Life specia Drosophila analis nu are subspecii cunoscute.